# 安行慈林
安行慈林（あんぎょうじりん）は、埼玉県川口市の大字。郵便番号は334-0071。

## 地理
川口市の東部に位置する。新井宿駅が徒歩圏内にあり、宅地化が急速に進んでいる。毛長川が西側を流れる。地区の東側、安行吉岡地内に大小二つの飛地がある。地内に慈林稲荷木遺跡がある。

## 沿革
もとは江戸期より存在した足立郡舎人領に属する慈林村であった。慈林村は慈林寺村とも称されていた。古くは戦国期より見出せる郷村名の慈林之村であった。地名は地内に所在していた新義真言宗医王山慈林寺に因むと云う。
- 1871年（明治4年）11月13日 - 第1次府県統合により埼玉県の管轄となる。
- 1879年（明治12年）3月17日 - 郡区町村編制法により成立した北足立郡に属す。郡役所は浦和宿に設置。
- 1889年（明治22年）4月1日 - 町村制施行より、北足立郡安行村など周辺町村と合併し、安行村が成立。安行村の大字慈林となる。
- 1956年（昭和31年）4月1日 - 安行村が川口市に編入され、大字慈林は川口市の大字となり、安行慈林と改称された。

## 世帯数と人口
2018年（平成30年）3月1日現在の世帯数と人口は以下の通りである。
| 大字     | 世帯数    | 人口    |
| -------- | --------- | ------- |
| 安行慈林 | 2,795世帯 | 7,016人 |

## 小・中学校の学区
市立小・中学校に通う場合、学区（校区）は以下の通りとなる。
| 番地                                      | 小学校               | 中学校             |
| ----------------------------------------- | -------------------- | ------------------ |
| 617番地、619番地 621番地、625番地 629番地 | 川口市立神根東小学校 | 川口市立神根中学校 |
| その他                                    | 川口市立慈林小学校   | 川口市立安行中学校 |

## 交通
地区内に鉄道は敷設されていない。埼玉高速鉄道新井宿駅からほど近い。

## 道路
- 首都高速川口線
- 東京都道・埼玉県道239号足立川口線
- 埼玉県道328号金明町鳩ヶ谷線

## 施設
- 川口市立慈林小学校
- 安行慈林町会会館
- 慈林神社
- 慈林稲荷神社
- 真言宗智山派 宝厳院（別称慈林薬師、慈林寺） - 安行慈林の地名の由来
  - 慈林薬師会館
  - 宝厳院墓苑 - 南東側のやや離れた場所の安行保育所付近に所在する。
- 翠ケ丘幼稚園
- 安行保育所
- 安行慈林児童公園
- 安行慈林上公園
- 安行慈林南公園
- 安行慈林堂下公園